# Juan Pablo Pumpido
Juan Pablo Pumpido (Santa Fe, 21 dicembre 1982) è un allenatore di calcio argentino, tecnico del Nacional.

## Statistiche
| Squadra    | Div.   | Campionato | Statistiche | Statistiche | Statistiche | Statistiche | Statistiche | Statistiche | Statistiche | Statistiche | Statistiche           |
| Squadra    | Div.   | Campionato | PG          | V           | N           | P           | GF          | GS          | DR          | Punti       | Percentuale vittoria% |
| ---------- | ------ | ---------- | ----------- | ----------- | ----------- | ----------- | ----------- | ----------- | ----------- | ----------- | --------------------- |
| Unión (SF) | 1ª     | 2016-2017  | 13          | 4           | 4           | 5           | 15          | 17          | -2          | 16          | 41,02%                |
| Patronato  | 1ª     | 2017-2018  | 21          | 7           | 6           | 8           | 23          | 25          | -2          | 27          | 42,85%                |
| Totale     | Totale | Totale     | 34          | 11          | 10          | 13          | 38          | 42          | -4          | 43          | 42,15%                |